# Stenauxa fasciata
Stenauxa fasciata är en skalbaggsart som beskrevs av Stefan von Breuning och Teocchi 1983. Stenauxa fasciata ingår i släktet Stenauxa och familjen långhorningar. Inga underarter finns listade i Catalogue of Life.